# Нанао

37°2′35″ пн. ш. 136°58′3″ сх. д. / 37.04306° пн. ш. 136.96750° сх. д.
Нана́о (яп. 七尾市, ななおし, МФА: [nanao ɕi̥]) — місто в Японії, в префектурі Ісікава.

## Короткі відомості
Розташоване в північній частині префектури, на сході півострова Ното, на узбережжі затоки Нанао Японського моря. Виникло на основі стародавнього адміністративного центру провінції Ното. У 15 столітті стало призамковим містечком самурайського роду Хатакеяма. Наприкінці 16 століття перейшло до роду Маеда. Отримало статус міста 1 квітня 1889 року. Основою економіки є рибальство, гончарство, хімічна промисловість, комерція. В місті розташовані гарячі джерела в районі Вакура. Станом на 1 квітня 2009 площа містечка становила 318,02 км². Станом на 1 липня 2011 населення містечка становило 57 168 осіб.